# Lycée Abderahmane-Ennacer
Le lycée Abderrahman-Ennacer est un des principaux lycées de Kénitra, Maroc. 
Il est situé au quartier Valfleury de Kénitra, et porte ce nom en hommage à Abd al-Rahman III.

## Histoire
Le lycée créé en 1969 était à l'origine un collège, et la première promotion de bacheliers est sortie en 1981. La classe pilote de cette année fut le TC 10.

## Enseignement
Abderrahman Ennacer est un lycée d'enseignement général, il compte des classes scientifiques et littéraires, le lycée compte environ 2 000 élèves dont la moitié sont des filles.

## Anciens élèves célèbres
- Ghita Mezzour, ministre déléguée auprès du chef du gouvernement chargée de la Transition numérique et de la Réforme administrative (2021-2024).